# Khí quyển Sao Thủy
Sao Thủy có bầu khí quyển rất mỏng và rất khác nhau, chứa hydro, heli, oxy, natri, calci, kali và hơi nước, với áp suất tổng vào khoảng 10−14 bar (1 nPa). Các nguyên tố ngoại quyển chủ yếu đến từ hoặc là gió Mặt Trời hoặc lớp vỏ của hành tinh. Gió Mặt Trời đẩy các khí của khí quyển ra xa Mặt Trời tạo thành một cái đuôi giống như sao chổi phía sau của hành tinh tính từ hướng Mặt Trời.
Sự tồn tại của khí quyển Hermian đã là chủ đề gây tranh cãi trước năm 1974 mặc dù vào lúc đó có sự đồng thuận rằng Mercury, giống như Mặt Trăng, thiếu một bầu khí quyển đáng kể. Kết luận này đã được xác nhận năm 1974 khi tàu không gian Mariner 10 chỉ phát hiện ra một bầu khí quyển mỏng manh trên hành tinh này. Sau đó, vào năm 2008, các đo đạc thêm đã được tàu không gian MESSENGER thực hiện, và nó đã phát hiện ra magnesi có trong tầng ngoài khí quyển Hermian.

## Thành phần
Ngoại quyển Hermian gồm nhiều thành phần có nguồn gốc từ gió Mặt Trời hoặc từ lớp vỏ hành tinh. Thành phần đầu tiên đã được phát hiện là nguyên tử Hydro(H), heli (He) và nguyên tử oxy (O), chúng được quan sát từ các quang phổ kế tử ngoại của tàu không gian Mariner 10 năm 1974. Nồng độ các nguyên tố này ở gần bề mặt ước tính dao động từ 230 cm−3 đối với hydro đến 44.000 cm−3 đối với oxy, còn heli nằm ở giá trị trung bình của hai nguyên tố trên. Năm 2008, tàu MESSENGER đã xác nhận sự có mặt của nguyên tử hydro, nhưng nồng độ của nó cao hơn ước tính năm 1974. Hydro và heli trong ngoại quyển Sao Thủy được tin là đến từ gió Mặt Trời, trong khi oxy có thể có nguồn gốc từ lớp vỏ của hành tinh này.

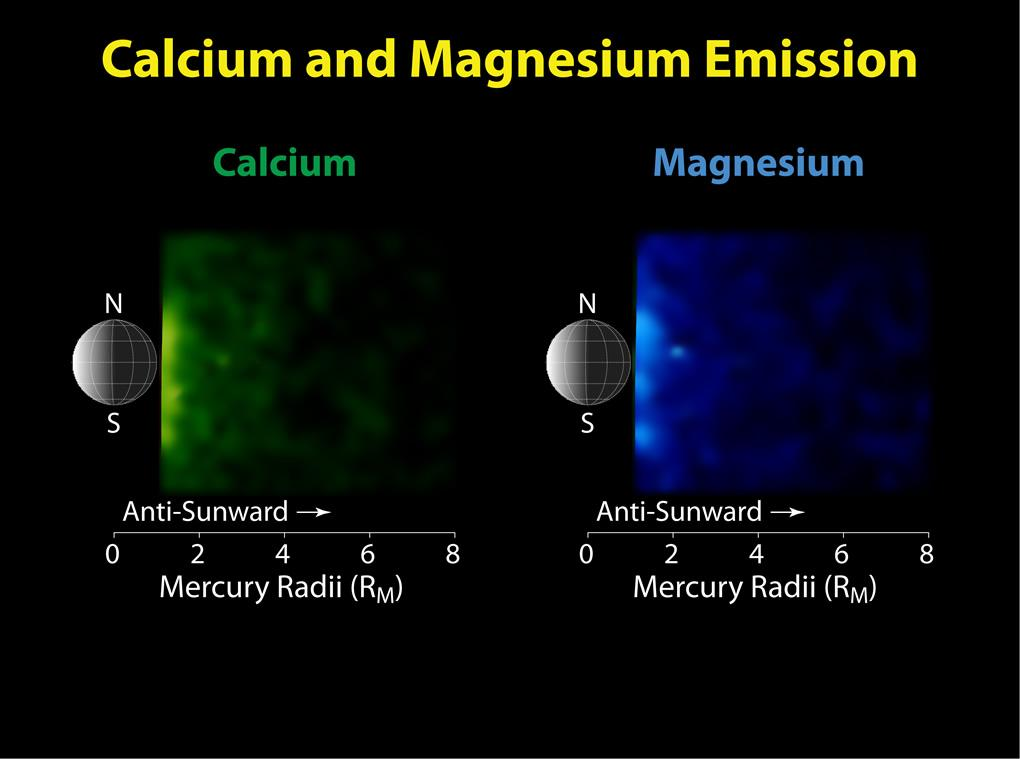
Ca và Mg trong đuôi khí quyển.

Nguyên tố thứ 4 được phát hiện trong ngoại quyển Sao Thủy là natri. Nó được Drew Potter và Tom Morgan phát hiện năm 1985, khi quan sát các đường phát xạ Fraunhofer của nó ở các bước sóng 589 và 589,6 nm. Mật độ trung bình theo chiều đứng của nguyên tố này đạt khoảng 1 × 1011 cm−2. Theo quan sát, natri tập trung gần các cực tạo thành các điểm sáng. Sự phong phú của nó cũng được tăng cao vào lúc gần bình minh so với hoàng hôn. Một số nghiên cứu cho rằng có sự tương quan giữa sự phong phú của natri với các đặc điểm bề mặt nhất định như Caloris hay các điểm sáng được nhận dạng bằng sóng radio; tuy nhiên các kết quả này vẫn đang là vấn đề tranh cãi. Một năm sau khi phát hiện ra natri, Potter và Morgan thông báo rằng kali (K) cũng có mặt trong ngoại quyển Sao Thủy, tuy nhiên mật độ theo chiều đứng của nó thấp hơn của natri 100 lần. Các đặc điểm và sự phân bố trong không gian của hai nguyên tố này là rất giống nhau. Năm 1998 một nguyên tố khác là calci cũng được phát hiện với mật độ theo chiều đứng nhỏ hơn natri gấp 1000 lần. Các quan sát của tàu MESSENGER năm 2009 đã cho thấy rằng calci tập trung chủ yếu gần xích đạo, trái ngược với sự phân bố của natri và kali.
Vào năm 2008, bộ dò Fast Imaging Plasma Spectrometer (FIPS) của MESSENGER đã phát hiện ra nhiều loại phân tử và các ion khác nhau trong vùng lân cận của Sao Kim, bao gồm H2O+ (hơi nước bị ion hóa) và H2S+ (hydro sulfide bị ion hóa). Mức độ phổ biến của nó so với natri lần lượt là 0.2 và 0.7. Các ion khác như H3O+ (hydroni), OH (hydroxyl), O2+ và Si+ đều tồn tại. Trong lần bay ngang năm 2009, kênh Ultraviolet and Visible Spectrometer (UVVS) và Mercury Atmospheric and Surface Composition Spectrometer (MASCS) trên tàu MESSENGER lần đầu tiên khám phá ra sự hiên diện của magnesi trong khí quyển Hermian. Sự phổ biến gần bề mặt của chất mới được phát hiện này xấp xỉ bằng với natri.